# 天主教联盟 (法国)
法国天主教联盟（法語：La Ligue catholique）又被当时的天主教会称作“神圣同盟”（法語：La Sainte Ligue），是法国宗教战争的主要参与方。该联盟由吉斯公爵亨利一世于1576年正式创建，旨在彻底铲除法兰西王国国内的新教——主要是加尔文派或胡格诺派新教信徒，同时废黜国王亨利三世，並將溫和派的天主教信徒（又稱「政略派」，以蒙莫朗西公爵為首）一同視為打擊的對象，以激起群眾对天主教的狂熱。聯盟的另一個目的為反抗王權，讓貴族和自治城市得以堂而皇之地抵制法王亨利三世的稅捐和命令，并得以自行徵稅和招募軍隊。
於是亨利三世在1576年底加以反擊，於12月在布盧瓦召開三級會議，並宣布自己為聯盟的領袖，成功獲得支持从而得以对其进行干涉，甚至在1577年成功解散该聯盟。直到1584年由王位繼承危機造成的「三亨利之戰」開打時，该联盟才在吉斯公爵的主導下重新成立。
雖然聯盟的正式創立時間為1576年，但在1568年，吉斯家族的領袖──洛林的樞機就暗中成立聯盟的前身組織，而教宗西斯篤五世、西班牙的腓力二世及耶稣会都站在天主教联盟的一方，最终使法國宗教战争成为西欧近代史上一次规模空前的大战。
納瓦拉的亨利於1593年改宗天主教（改宗使亨利被廣泛地承認為法王），並与1595年收编聯盟的核心勢力，这才最终宣告该聯盟的結束。

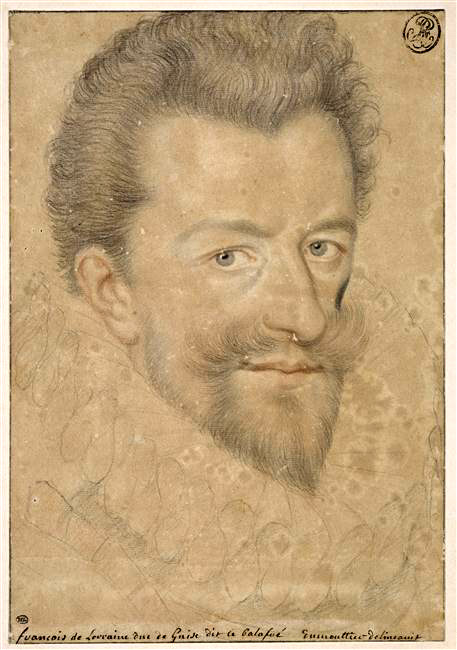
天主教联盟的发起者和领导者——吉斯公爵亨利一世

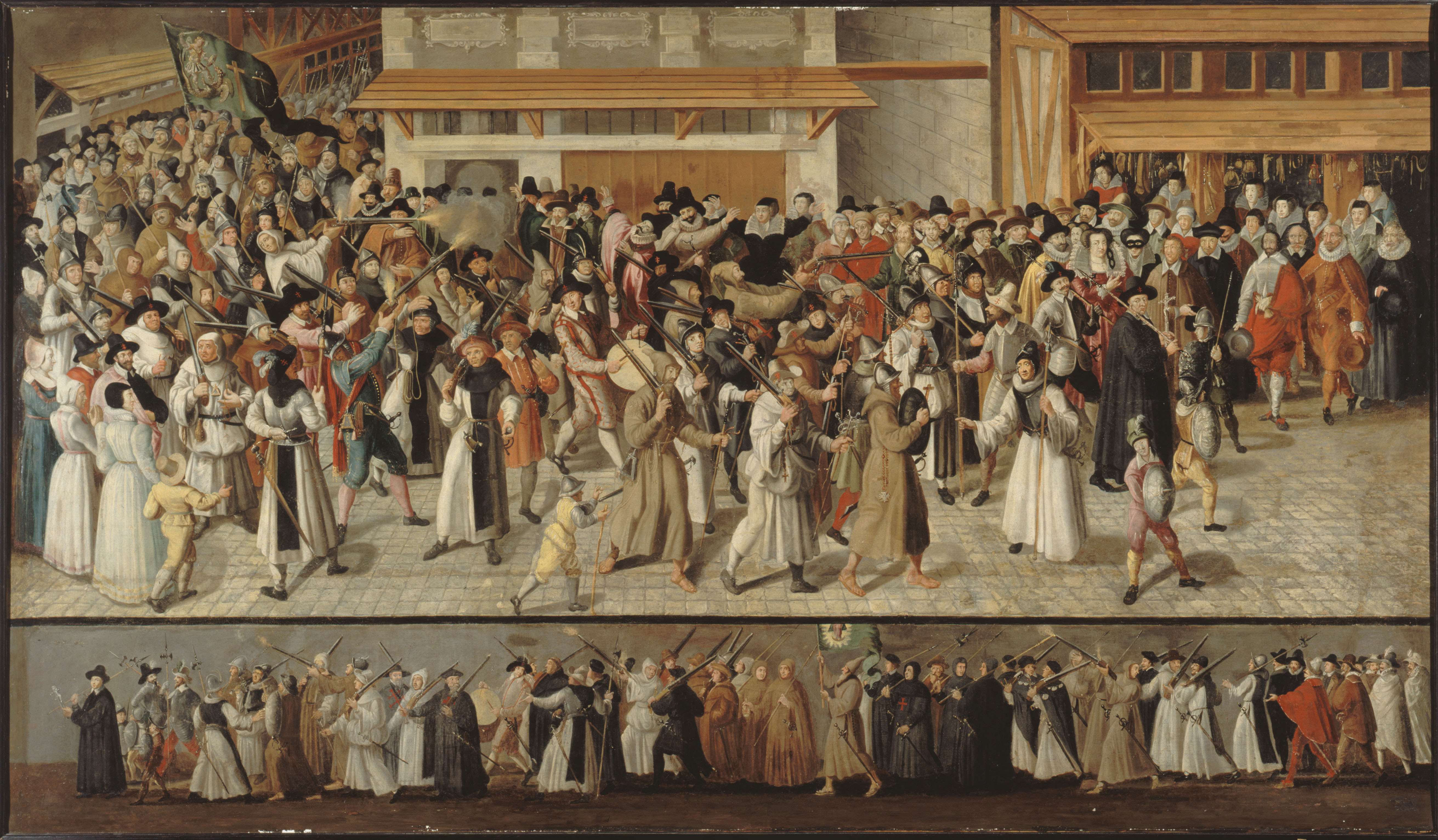
小弗朗索瓦·比内尔（François II Bunel, 1522-1599）所作Procession de la Ligue dans l'Ile de la Cité（《西岱岛上的天主教联盟游行》），现藏于卡那瓦雷博物馆